# Chicago Fire (serial)
Chicago Fire este o serie americană de televiziune creată de Michael Brandt și Derek Haas împreună cu Dick Wolf ca producător executiv. Este prima tranșă a francizei lui Dick Wolf din Chicago. Seria a avut premiera pe NBC pe 10 octombrie 2012. Spectacolul urmărește pompierii si paramedicii care lucrează la Firehouse 51 al Departamentului de Pompieri din Chicago, locuința Companiei Camioane 81, Compania Motor 51, Batalionul 25, Compania Squad 3 și Ambulanța 61, și care își riscă viața pentru a salva și a proteja cetățenii din Chicago.
Pe 9 mai 2018, NBC a reînnoit seria pentru al șaptelea sezon. Sezonul a avut premiera pe 26 septembrie 2018. Pe 26 februarie 2019, NBC a reînnoit seria pentru sezonul opt. Pe 5 mai 2025, seria a fost reînnoită pentru un al paisprezecelea sezon. Până la data de 21 mai 2025, seria a acumulat 274 episoade. 